# 赵固 (战国)
赵固（?—?），战国时赵国大臣，官至代国（趙國的附庸）的相國。
前307年，秦武王与孟说举鼎，绝膑而死。赵武灵王派代相赵固到燕国迎接秦武王的弟弟公子稷，送归秦国，立为秦昭襄王。前306年，赵武灵王进攻中山国，兵抵宁葭；又向西攻打胡人，直至榆中。胡人的林胡王献马求和。赵武灵王归来，派楼缓出使秦国，仇液出使韩国，王贲出使楚国，富丁出使魏国，赵爵出使齐国；命代相赵固主持胡人部落事务，召集胡兵。